# Wellington Cemetery
Wellington Cemetery is een Britse militaire begraafplaats gelegen in de Franse plaats Rieux-en-Cambrésis (Noorderdepartement). De begraafplaats wordt onderhouden door de Commonwealth War Graves Commission.
De begraafplaats telt 225 geïdentificeerde Gemenebest graven uit de Eerste Wereldoorlog.